# فالغا (إستونيا)
فالغا Valga ((بالألمانية: Walk)‏) هي مدينة في جنوب إستونيا وهي عاصمة مقاطعة فالغا. وكانت هي ومدينة فالكا في شمال لاتفيا مدينة واحدة حتى انفصالهما في عام 1920. وهما الآن مدن توأم. مساحة فالغا هي 16.5 كيلومتر مربع (6.4 ميل2) ومساحة فالكا هي 14.2 كيلومتر مربع (5.5 ميل2). سكان المدينتين على التوالي 12,261 و 6,164 نسمة. في 21 ديسمبر 2007 جميع أزيلت نقاط عبور الحدود والطرق والأسوار بين البلدين الذان انضما إلى اتفاقية شينجن.

## الموقع
تبعد المدينة عن تارتو 89 كيلومتر (55 ميل)، بارنو 144 كيلومتر (89 ميل)، العاصمة تالين 245 كيلومتر (152 ميل)، ريغا 175 كيلومتر (109 ميل)، بسكوف 170 كيلومتر (106 ميل).

## السكان

### التغير السكاني
| العام  | 1881  | 1897   | 1922  | 1934   | 1959   | 1970   | 1979   | 1989   | 2000   | 2011   | 2017   |
| ------ | ----- | ------ | ----- | ------ | ------ | ------ | ------ | ------ | ------ | ------ | ------ |
| السكان | 4,200 | 10,900 | 9,500 | 10,800 | 13,300 | 17,000 | 18,500 | 17,700 | 14,323 | 12,261 | 12,452 |

### المجموعات العرقية
| الجنسية    | تعداد عام 2000 | تعداد عام 2000 | لتعداد عام 2011 | لتعداد عام 2011 |
| الجنسية    | عدد            | %              | عدد             | %               |
| ---------- | -------------- | -------------- | --------------- | --------------- |
| إستونيون   | 8,970          | 62.63          | 7,886           | 64.32           |
| روس        | 3,913          | 27.32          | 3,224           | 26.30           |
| أوكرانيون  | 421            | 2.94           | 386             | 3.15            |
| لاتفيون    | 334            | 2.33           | 262             | 2.14            |
| بيلاروسيون | 211            | 1.47           | 156             | 1.27            |
| مجموع      | 14,323         | 14,323         | 12,261          | 12,261          |

### اللغات
| اللغة     | تعداد عام 2000 | تعداد عام 2000 | لتعداد عام 2011 | لتعداد عام 2011 |
| اللغة     | عدد            | %              | عدد             | %               |
| --------- | -------------- | -------------- | --------------- | --------------- |
| إستونية   | 8,772          | 61.24          | 7,573           | 61.77           |
| روسية     | 4,744          | 33.12          | 4,113           | 33.55           |
| لاتفية    | 259            | 1.81           | 191             | 1.56            |
| أوكرانية  | 192            | 1.34           | 159             | 1.30            |
| بيلاروسية | 75             | 0.52           | 23              | 0.19            |
| مجموع     | 14,323         | 14,323         | 12,261          | 12,261          |

## المناخ
تقع فالغا ضمن المناطق المعتدلة من المناخ القاري الرطب في المنطقة.
| البيانات المناخية لـ{{{location}}} | البيانات المناخية لـ{{{location}}} | البيانات المناخية لـ{{{location}}} | البيانات المناخية لـ{{{location}}} | البيانات المناخية لـ{{{location}}} | البيانات المناخية لـ{{{location}}} | البيانات المناخية لـ{{{location}}} | البيانات المناخية لـ{{{location}}} | البيانات المناخية لـ{{{location}}} | البيانات المناخية لـ{{{location}}} | البيانات المناخية لـ{{{location}}} | البيانات المناخية لـ{{{location}}} | البيانات المناخية لـ{{{location}}} | البيانات المناخية لـ{{{location}}} |
| الشهر                              | يناير                              | فبراير                             | مارس                               | أبريل                              | مايو                               | يونيو                              | يوليو                              | أغسطس                              | سبتمبر                             | أكتوبر                             | نوفمبر                             | ديسمبر                             | المعدل السنوي                      |
| ---------------------------------- | ---------------------------------- | ---------------------------------- | ---------------------------------- | ---------------------------------- | ---------------------------------- | ---------------------------------- | ---------------------------------- | ---------------------------------- | ---------------------------------- | ---------------------------------- | ---------------------------------- | ---------------------------------- | ---------------------------------- |
| الدرجة القصوى °م (°ف)              | 10.1 (50.2)                        | 10.9 (51.6)                        | 18.4 (65.1)                        | 27.4 (81.3)                        | 30.7 (87.3)                        | 32.1 (89.8)                        | 34.4 (93.9)                        | 34.3 (93.7)                        | 29.5 (85.1)                        | 21.4 (70.5)                        | 12.9 (55.2)                        | 11.9 (53.4)                        | 34.4 (93.9)                        |
| متوسط درجة الحرارة الكبرى °م (°ف)  | −1.9 (28.6)                        | −1.7 (28.9)                        | 3.4 (38.1)                         | 11.3 (52.3)                        | 17.8 (64.0)                        | 20.8 (69.4)                        | 23.3 (73.9)                        | 21.8 (71.2)                        | 15.9 (60.6)                        | 9.7 (49.5)                         | 2.9 (37.2)                         | −0.8 (30.6)                        | 10.2 (50.4)                        |
| المتوسط اليومي °م (°ف)             | −4.4 (24.1)                        | −5.0 (23.0)                        | −0.8 (30.6)                        | 5.7 (42.3)                         | 11.7 (53.1)                        | 15.2 (59.4)                        | 17.6 (63.7)                        | 16.1 (61.0)                        | 10.9 (51.6)                        | 6.0 (42.8)                         | 0.5 (32.9)                         | −3.2 (26.2)                        | 5.9 (42.6)                         |
| متوسط درجة الحرارة الصغرى °م (°ف)  | −7.1 (19.2)                        | −8.3 (17.1)                        | −4.5 (23.9)                        | 0.7 (33.3)                         | 5.6 (42.1)                         | 9.8 (49.6)                         | 12.2 (54.0)                        | 11.2 (52.2)                        | 6.8 (44.2)                         | 2.9 (37.2)                         | −1.7 (28.9)                        | −5.8 (21.6)                        | 1.8 (35.3)                         |
| أدنى درجة حرارة °م (°ف)            | −34.8 (−30.6)                      | −35.6 (−32.1)                      | −26.8 (−16.2)                      | −11.1 (12.0)                       | −5.6 (21.9)                        | 0.1 (32.2)                         | 3.1 (37.6)                         | 1.8 (35.2)                         | −5.5 (22.1)                        | −14.4 (6.1)                        | −21 (−6)                           | −30.1 (−22.2)                      | −35.6 (−32.1)                      |
| الهطول مم (إنش)                    | 56 (2.2)                           | 40 (1.6)                           | 42 (1.7)                           | 33 (1.3)                           | 53 (2.1)                           | 83 (3.3)                           | 68 (2.7)                           | 85 (3.3)                           | 59 (2.3)                           | 72 (2.8)                           | 57 (2.2)                           | 56 (2.2)                           | 704 (27.7)                         |
| متوسط الرطوبة النسبية (%)          | 88                                 | 86                                 | 80                                 | 72                                 | 69                                 | 74                                 | 77                                 | 81                                 | 85                                 | 88                                 | 90                                 | 90                                 | 82                                 |
| المصدر: Estonian Weather Service   |                                    |                                    |                                    |                                    |                                    |                                    |                                    |                                    |                                    |                                    |                                    |                                    |                                    |

## معرض صور

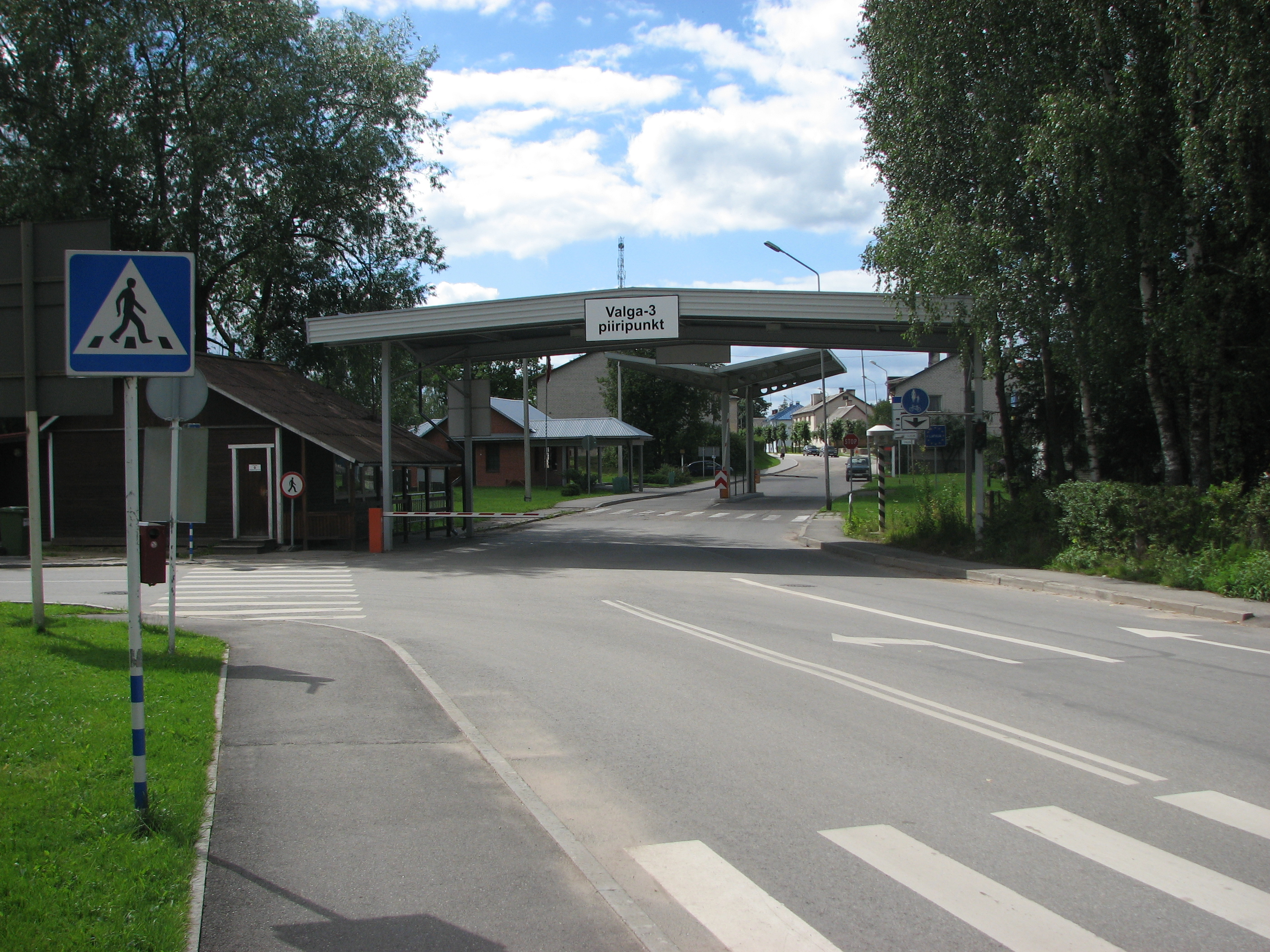
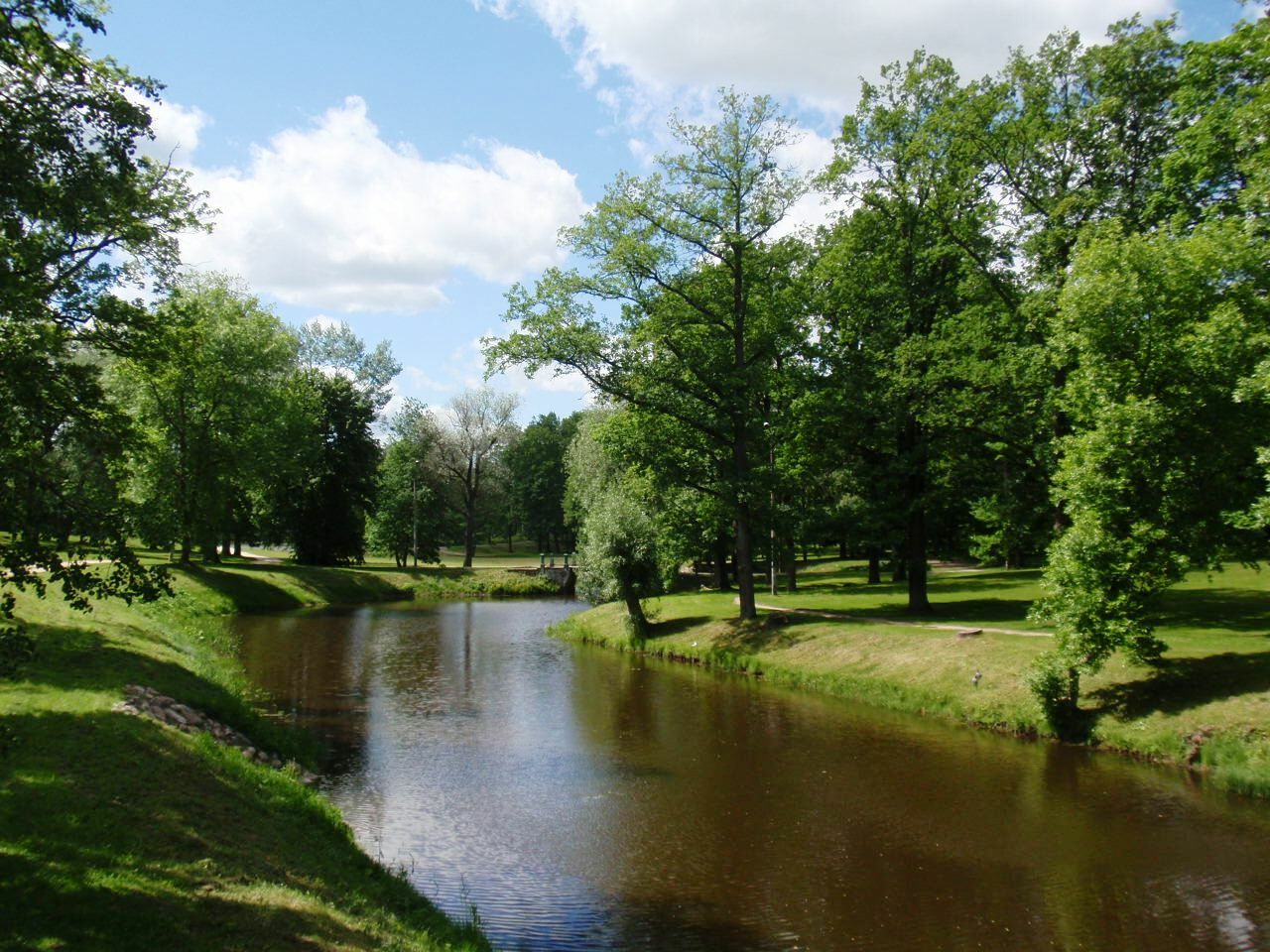
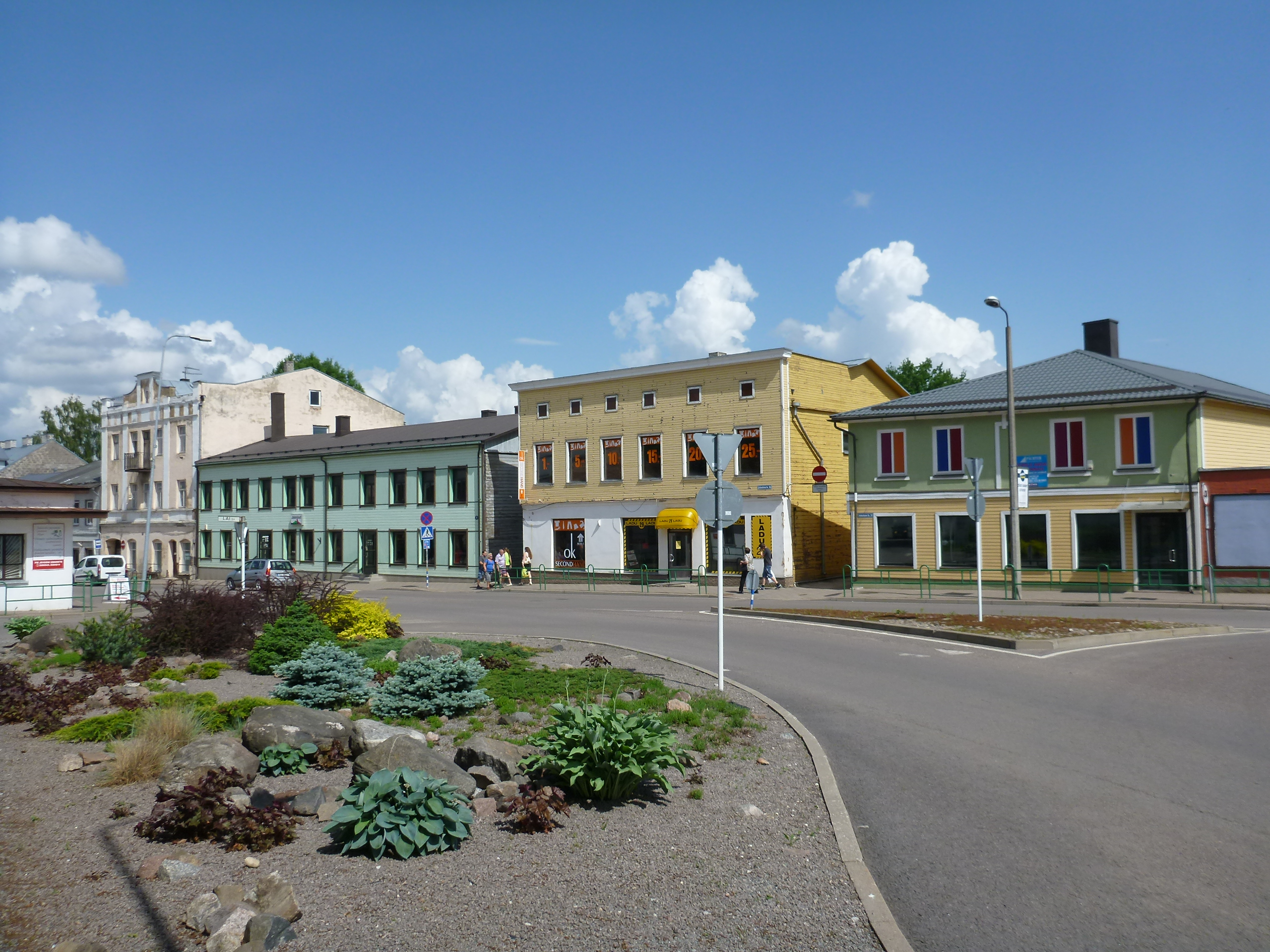
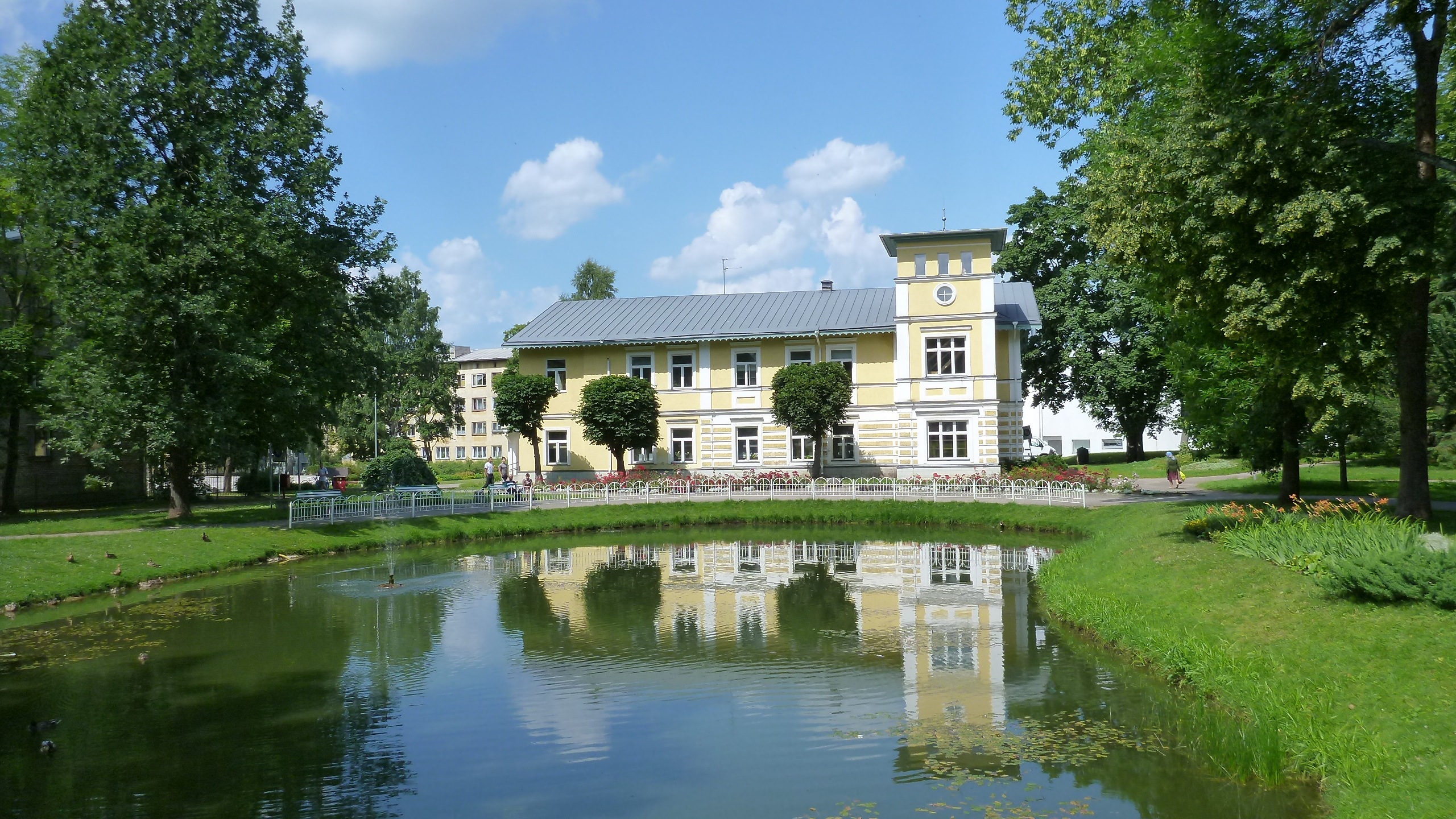
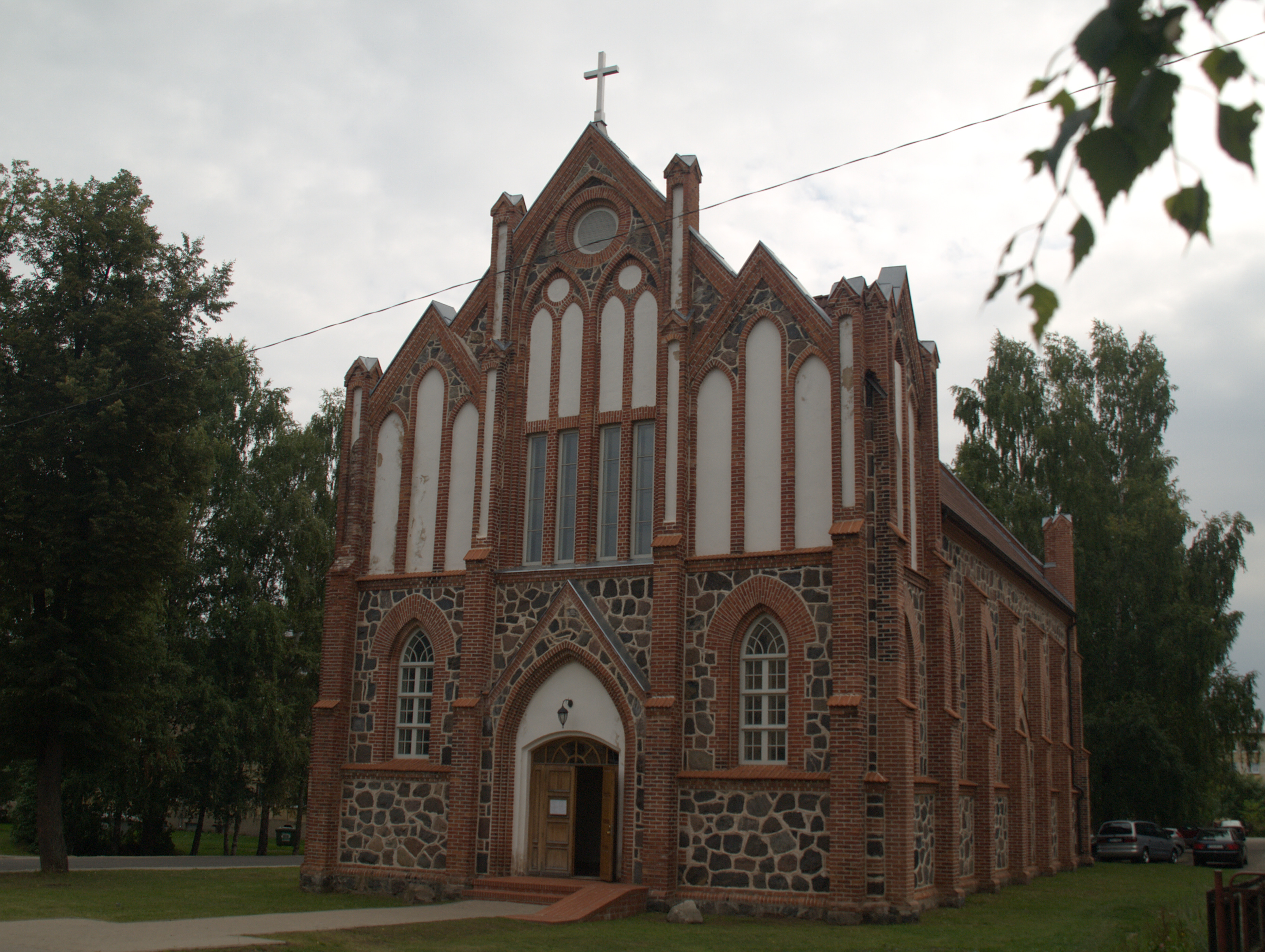
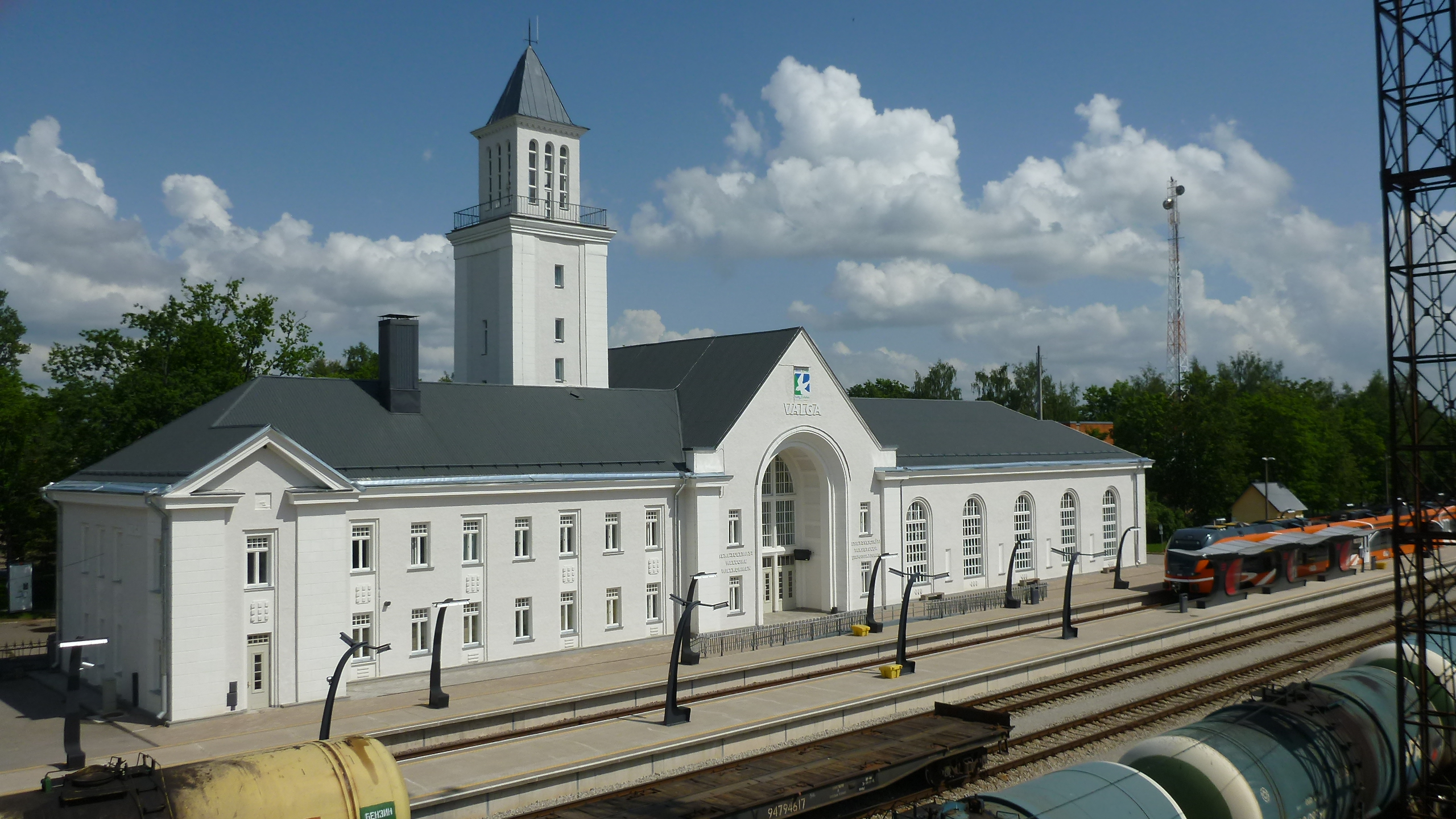